# Chuck D
Carlton Ridenhour, más conocido como Chuck D (Long Island, Nueva York, 1 de agosto de 1960), es un rapero, compositor, actor, diseñador gráfico y productor de música rap estadounidense, además de locutor de radio y ensayista. Como principal vocalista y letrista de Public Enemy, Chuck D ha contribuido al desarrollo del hip hop político. También se le conoce como miembro de uno de los mejores e innovadores proyectos de producción de canciones de rap, The Bomb Squad. Actualmente es vocalista en el grupo Prophets of Rage.
Chuck D apoya el intercambio de archivos musicales por Internet, y ha testificado sobre redes P2P ante el congreso de Estados Unidos.
Ha sido copresentador del programa Unfiltered en Air America Radio. Desde junio de 2005 presenta On The Real en la misma cadena. Prestó además su voz para la versión en inglés del juego Grand Theft Auto: San Andreas como DJ Forth Right MC de la emisora Playback FM.

## Obra

### Ensayos
- Fight the Power: Rap, Race, and Reality, con Yusuf Jah y el director de cine Spike Lee.

### Discos
con Public Enemy:
- Yo! Bum Rush The Show (1987)
- It Takes a Nation of Millions to Hold Us Back (1988)
- Fight the Power...Live! (vídeo y álbum, 1989)
- Fear of a Black Planet (1990)
- Apocalypse '91...The Enemy Strikes Black (1991)
- Greatest Misses 1986-1992 (1992)
- Muse Sick-n-Hour Mess Age (1994)
- He Got Game (1998)
- BTN 2000 (mega-mix distribuido en línea, 1999)
- There's A Poison Goin On (1999)
- Revolverlution (2002)
- There's A Poison Goin On (reedición a través de Slamjamz.com, 2004)
- New Whirl Odor (2005)

Como solista:
- "The Autobiography of Mistachuck" (1996)
- "Don't Rhyme For The Sake Of Riddin" (2010)
- "The Black In Man" (2014)

con Fine Arts Militia: 
- Fine Arts Militia (2003)